# Murray Boltinoff
Murray Boltinoff (3 de enero de 1911-6 de mayo de 1994) fue un escritor y editor de historietas que se destacó por su trabajo en DC Comics desde la década de 1940 hasta 1988, tiempo en el cual se encargó de más de 50 títulos de diferentes temáticas.

## Biografía
Una vez graduado de la Universidad de Nueva York, en 1933 Boltinoff fue contratado como asistente de editor en el periódico New York Journal-American, periódico que también contrató a su hermano menor Henry Boltinoff como humorista gráfico. Aunque el historiador de historietas Craig Yoe dijo que "Murray le consiguió el trabajo a Henry", según el autor Don Markstein en realidad era "muy" difícil para Henry vender su arte a Murray, ya que "ambos [se esforzaron] por evitar cualquier forma de favoritismo". Más tarde Henry Boltinoff comenzó a vender sus dibujos a Whitney Ellsworth en National Allied Publications, y le sugirió que contratara a Murray como asistente, lo que Ellsworth hizo alrededor del año 1940.
Como editor supervisó la creación de la Patrulla Condenada en la revista My Greatest Adventure, y se le ocurrió el lema "The World's Strangest Heroes" ("Los héroes más extraños del mundo"). Cuando la serie Doom Patrol fue cancelada en 1968, Boltinoff y el dibujante Bruno Premiani fueron incluidos en la historia pidiendo a los lectores que mantengan a la serie viva. Boltinoff revivió a Metamorpho como historia de complemento en World's Finest Comics números 218, 219, 220 y 229 luego de que el personaje apareciera en historias en Action Comics números 413 al 418. La autora Gina Misiroglu describió a Boltinoff como el que sacó a Metamorpho de las sombras luego de su cancelación gracias a su "tendencia a meter [a Metamorpho] en cualquier revista en donde [Boltinoff] estuviera trabajando en ese momento". Bob Haney, el creador del personaje, dijo haber leído una entrevista donde Boltinoff afirmaba haber creado a Metamorpho, y atribuía eso en parte de la senilidad de Boltinoff. Jim Shooter, el guionista de Superboy and the Legion of Super-Heroes, contó que "Boltinoff se olvidaba de los poderes de los personajes" y "parecía tener una etapa temprana de alzheimer. En serio. Pregúntale a su antiguo asistente, Jack Harris. Murray me daba instrucciones, se olvidaba lo que había dicho, y luego estaba molesto porque no había seguido órdenes que él nunca me había dado. Terminé reescribiendo material porque Murray recordaba mal las cosas".
Mientras era editor de Superboy and the Legion of Super-Heroes, sus decisiones incluyeron rechazar una propuesta de Dave Cockrum para un nuevo personaje con el argumento de que tenía "un aspecto muy extraño" (Cockrum luego en Marvel reutilizó el personaje llamándolo Nightcrawler) y contratar a Mike Grell como artista. Grell posteriormente describió su conflicto con Boltinoff por la falta de "diversidad racial" en el entorno de la Legión del siglo 30, y señaló que Boltinoff le había prohibido representar a un oficial de policía corrupto (en la historia "The Rookie Who Betrayed the Legion" en Superboy 207) como el primer personaje negro con el argumento de que "'No puedes hacer eso porque hay algo negativo en el personaje.' (...) Murray sentía que que eso haría que el personaje pareciera débil"  y "nunca tuvimos una persona negra en la Legión de Super-Héroes, y ahora vas a tener una que no es perfecta"; Boltinoff además prometió a Grell que ya llegaría a haber un personaje negro y más tarde, en Superboy 216, Tyroc hizo su aparición.
Murray Boltinoffse retiró de la industria de las historietas en 1988. Su último crédito fue en Sgt. Rock número 422 (julio de 1988).

### DC Comics
Como editor:
- Action Comics 393 al 418 (1970 a 1972)
- Adventure Comics 66 al 81 (1941/1942)
- The Adventures of Bob Hope 87 al 109 (1964 a 1968)
- The Adventures of Jerry Lewis 83 al 124 (1964 a 1971)
- All-Out War 1 al 6 (1979/1980)
- Blackhawk 196 al 198 (1964)
- The Brave and the Bold 50, 51, 53, 54 y 78 al 131 (1963/1964 y 1968 a 1976)
- Challengers of the Unknown 28 al 77 (1962 a 1970)
- DC Special 2, 10 y 22 al 25 (1968–1971, 1976)
- DC Special Series 4, 7 y 22 (1977 a 1980)
- Doom Patrol 86 al 121 (1964 a 1968)
- Falling in Love 106 al 121 (1969 a 1971)
- 1st Issue Special 3 (1975)
- The Fox and the Crow 86 al 108 (1964 a 1968)
- Ghosts 1 al 72 (1971 a 1979)
- G.I. Combat 174 al 288 (1974 a 1987)
- Girls' Romances 139 al 155 (1969 a 1971)
- Hawkman 26 y 27 (1968)
- House of Secrets 57 al 65 (1962 a 1964)
- Limited Collectors' Edition C–32 (1974)
- The Losers Special 1 (1985)
- The Many Loves of Dobie Gillis 25 y 26 (1964)
- My Greatest Adventure 71 al 85 (1962 a 1964)
- Our Fighting Forces 163 al 181 (1976 a 1978)
- Plastic Man 1 al 10 (1966 a 1968)
- Secret Six 1 (1968)
- Secrets of Sinister House 16 al 18 (1974)
- Sgt. Rock 410 al 422 (1986–1988)
- Showcase 41 al 44, 46, 47, 73, 82 al 84 y 104 (1962 a 1978)
- Stanley and His Monster 109 (1968)
- Star Spangled War Stories 131 al 133 (1952)
- Star Spangled War Stories vol. 2 3 al 17 (1952 a 1954)
- Sugar and Spike 53 al 93 (1964–1970)
- Super DC Giant S–16, S–19, S–23 y S–25 (1970/1971)
- Superboy 149 al 155, 157 al 164, 166 al 173, 175 al 184, 186 al 223 (1968 a 1977)
- The Superman Family 164, 166 al 167, 169, 170, 172, 173, 175, 176, 178, 179 y 181 (1974 a 1976)
- Superman's Pal Jimmy Olsen 133 al 135, 154 al 163 (1970, 1971, 1972 a 1974)
- Tales of the Unexpected 103 y 104 (1967)
- Teen Titans 32 al 43 (1971 a 1973)
- Tomahawk 82 al 130 (1962 a 1970)
- The Unexpected 105 al 188 (1968 a 1978)
- The Witching Hour 14 al 85 (1971 a 1978)
- World's Finest Comics 215 al 222, 224 al 242 (1972 a 1976)

Como guionista:
- All Out War 1 al 3 y 6 (1979 a 1980)
- Brave & the Bold 87, 88 y 90 (1969/1970)
- Challengers of the Unknown 71, 73 y 74 (1969/1970)
- DC Special 24 y 25 (1976)
- Detective Comics 60 al 72 (1942/1943)
- G.I. Combat 189 al 191, 201 al 203, 205, 207 al 212, 214 al 217, 222 al 225, 230, 231, 238, 242, 253, 270 y 274 (1976 a 1985)
- Ghosts 60 al 72 (1942/1943)
- House of Mystery 290 (1981)
- House of Secrets 62 (1963)
- Our Fighting Forces 165, 167, 169, 170, 171, 176, 177 y 178 (1976 a 1978)
- Secrets of Haunted House 15 y 16 (1979)
- Superman Family 182 (1979)
- Swing With Scooter 19 (1969)
- Unexpected 116, 117, 119, 121 al 123, 126, 127, 131 al 133, 136, 138 al 141, 143, 144, 150, 156, 160, 166, 168, 169, 173, 174, 176, 179, 180, 191 al 193, 196, 204 (1969 a 1980)
- Weird War Tales 80 (1979)
- Witching Hour 15 al 17, 20 al 24, 26, 29, 31, 32, 63, 69, 73 (1971 a 1977)